# 윈도우 95의 개발
윈도우 95의 초기 설계와 계획은 윈도우 3.1 출시 직후인 1992년 3월 즈음으로 거슬러 올라간다.
윈도우 3.1 출시와 동시에 IBM은 OS/2 2.0 배급을 시작하였다. 마이크로소프트는 32비트 응용 프로그램과 선점 멀티태스킹 지원 및 저사양 하드웨어의 구동이 필요하다는 것을 깨달았다. (윈도우 NT는 그러하지 못했다) 그리하여 윈도우 시카고(Windows Chicago)의 개발이 시작되었다. 윈도우 95의 모태로서 윈도우 시카고는 1992년에서 1996년 사이에 마이크로소프트에 의해 개발이 진행되었다.